# Bhutan i olympiska sommarspelen 1996
Bhutan deltog i de olympiska sommarspelen 1996 med en trupp bestående av två deltagare, men ingen av landets deltagare erövrade någon medalj.

## Bågskytte
Herrarnas individuella
- Jubzhang Jubzhang - 32-delsfinal → 48:e plats (0-1)

Damernas individuella
- Ugyen Ugyen - 32-delsfinal → 63:e plats (0-1)